# Tricyphona (Tricyphona) calcar
Tricyphona (Tricyphona) calcar is een tweevleugelige uit de familie Pediciidae. De soort komt voor in het Nearctisch gebied.